# Estado alauita
El Estado alauita (en árabe: دولة جبل العلويين‎: , Dawlat Jabal al-‘Alawiyyīn, en francés: Alaouites, État des Alaouites o Le territoire des Alaouites) es el nombre derivado de la religión localmente dominante, los alauitas; y fue un territorio en la costa de la actual Siria creado después de la Primera Guerra Mundial. El Mandato francés (creado por el sistema de mandatos de la Sociedad de Naciones) duró de 1920 a 1946. La política francesa sobre el  territorio levantino se basó en primera instancia en fragmentar y dividir la zona en entidades políticas diferenciadas. La región interior de Siria se dividió siguiendo el modelo otomano de los vilayets en dos estados: Alepo y Damasco, que no se unificaron hasta 1924. El Estado Alauita se formó en la región alrededor de la ciudad y las montañas de Latakia. No se le concedió el título de estado hasta julio de 1922.
En 1920 también se formó el estado del Gran Líbano, cuyo territorio comprendía las ciudades y los distritos circundantes de Beirut, Trípoli, Tiro y Sidón; así como las regiones de Baalbeck y el Bekaa, que se extendían desde el pie del monte Hermón hasta la frontera palestina.
Los franceses también establecieron estados para las minorías étnicas y religiosas del territorio sirio interior: un estado druso en la zona de Jabal Druze, con su capital en As Suwayda, y un estado alauita a lo largo de la costa mediterránea, con capital en Latakia. Los dos estados de Alepo y Damasco se formaron en septiembre de 1920, tras la expulsión del rey Faysal. En abril de 1922 se proclamó la independencia de Jabal Druze y en junio de 1922 se dio un paso más con la creación de la Federación Siria, que incluía los estados de Damasco, Alepo y el Estado Alauita, pero excluía los microestados de Jabal Druze o el Gran Líbano El estado alauí se separó de la federación en 1924. Los estados de Alepo y Damasco se unieron en el estado de Siria el 1 de enero de 1925.
La República de Siria sucedió al Estado de Siria en 1930. En 1936, se firmó el Tratado de Independencia franco-sirio para conceder la independencia y plena soberanía a Siria, poniendo fin así al gobierno y dominio francés. No obstante, el parlamento francés se negó a aceptar el acuerdo. De 1940 a 1941, la República Siria estuvo bajo el control de la Francia de Vichy, y después de la invasión aliada en 1941 se convirtió en un estado soberano. El 28 de septiembre de 1941, el general Catroux proclamó la independencia de Siria en sus fronteras actuales. No obstante, no entró en pleno vigor hasta el 17 de agosto de 1943, cuando se eligió al primer presidente sirio.
Las dificultades de la viabilidad del estado alauita como entidad política funcional se descubrieron rápidamente. La región costera de Latakia y Tartus efectivamente constituían el corazón de la comunidad alauita. La población era mayoritariamente alauita (63%), con una comunidad sunita considerable (22%) y una comunidad cristiana más pequeña (13%). No obstante, mientras que los alauíes representaban dos tercios de los habitantes del estado, solamente constituían el tres por ciento de su población urbana. Incluso dentro de este estado, los alauíes estaban prácticamente ausentes en las ciudades y los centros urbanos. En la capital, Latakia, de los 41.000 habitantes, el 63 por ciento eran suníes, el 29 por ciento cristianos y solamente el 8 por ciento eran alauitas. El Estado Alauita se integró a la República de Siria en 1936.

## Geografía
La región es costera y montañosa, hogar de una población heterogénea predominantemente rural. Durante el Mandato francés la sociedad se encontraba dividida en base a la religión y a la geografía: las familias de terratenientes junto con el 80% de la población de Latakia eran musulmanes suníes, mientras que el 90% de la población fuera de la capital era rural y un 82% de ellos Alauitas.
El Estado Alauita limitaba con el Líbano al sur. La frontera norte llegaba hasta el sanjacado de Alejandreta, donde los Alauitas formaban una gran parte de la población. Al oeste limitaba con el mar Mediterráneo y al este con Siria. La frontera con Siria recorría las montañas An-Nusayriyah y el río Orontes de norte a sur. 
Las gobernaciones de Latakia y Tartus, en la actual Siria, comprenden aproximadamente el territorio del Estado Alauita. Ambas tienen una población mayoritariamente Alauita. Partes de los distritos de Al-Suqeilabiya, Masyaf, Talkalakh y Jisr ash-Shugur también formaban parte del Estado Alauita.